# Раффалович, Марк Андре
Марк Андре Раффалович (фр. Mark André Raffalovich) — французский поэт, журналист и эссеист, занимавшийся вопросами изучения сексуальности человека. Также известен как близкий друг английского поэта Джона Грея, ставшего впоследствии священником в Шотландии.

## Биография

### Ранние годы
Марк Андре родился в Париже в 1864 году. Он был младшим сыном Марии и Германа Раффалович, переехавших из Одессы во французскую столицу годом раннее. Его мать была незаурядной личностью, увлекаясь литературой и искусством. В Париже она держала салон, частыми гостями которого были Анри Бергсон, Гюстав Моро и многие другие известные французские писатели, поэты и философы.
В 1882 году Андре поступил учиться в Оксфорд, а затем поселился в Лондоне, где как и его мать открыл в 1890-х салон. В это время частым посетителем заведения становится Оскар Уайльд. Хотя, по словам биографа Уайльда Ричарда Эллмана, Раффалович и до личной встречи с Джоном Греем восхищался поэтом, это не помешало ему в 1892 году написать на их с Уайльдом творчество критическую статью. Постепенно Джон Грей стал званным гостем на устраиваемых Марком Андре обедах, и между двумя людьми завязалась крепкая дружба, что привело к раздражению Уайльда, который однажды заявил, что «Андре приехал в Лондон, чтобы учредить салон, а получился у него салун».

### Исследование гомосексуальности
После знакомства с Джоном Греем, в 1895 году Марк Андре опубликовал два эссе на тему гомосексуальности во французском журнале Archive d’anthropologie criminelle, впоследствии объединённые, вместе с другими произведениями на данную тему, в монографию Uranisme et unisexualité: étude sur différentes manifestations de l'instinct sexuel (1896).
В данных работах Раффалович разделял гомосексуальность на два типа — эффеминизированный и высший. Если первый тип присущ, по мнению Марка Андре, таким людям, как Оскар Уайльд, и характеризуется безнравственными плотскими утехами, а также отсутствием контроля своих сексуальных позывов, то второй целомудренным любовным союзом.

### Обращение в католицизм
В 1896 году Раффалович под влиянием Джона Грея принимает католицизм, и присоединяется к Третьему ордену доминиканцев под именем брата Себастьяна в честь одноимённого святого. В это же время Грей вернулся из Рима, где он учился на священника, и переехал в Эдинбург, где располагался его приход. Туда последовал и Марк Андре, который поселился рядом, купив дом на Whitehouse Terrace. Также Раффалович пожертвовал много денег приходу Святого Петра в Морнингсайде, когда Джон Грей был назначен туда приходским священником. Гостями основанного в Whitehouse Terrace Марком Андре салона были такие известные люди, как Генри Джеймс, Комптон Маккензи, Макс Бирбом и Герберт Рид.